# Olindo Estevam
Olindo Estevam (Sombrio, 20 de Abril de 1967) é um cineasta brasileiro.

## Biografia
Cursou geografia pela Universidade de São Paulo, atua como diretor de filmes, documentários, longa metragens, videoclipes e vídeos institucionais desde 1996. Une em seu ofício a liderança criativa e circular, além da vocação pela arte/educação.   
Facilitou jornada no Projeto Fábrica de Cultura, trazendo a união da linguagem Audiovisual ao processo de dramaturgia teatral. De dezembro de 2004 a junho de 2005, participou do projeto “Turista Aprendiz” com o grupo teatral A Barca viajando por 10 Estados brasileiros, documentando mais de trinta grupos de cultura popular. 
Em 2006, dirigiu o longa metragem “A Retirada” sobre a participação do revolucionário italiano Giuseppe Garibaldi e da sua companheira Anita Garibaldi na Revolução Farroupilha, este filme teve como locação as paisagens dos Estados de Santa Catarina e Rio Grande do Sul, e fez parte da mostra Especial do Festival de Gramado. 
Em 2007, dirigiu no Maranhão o documentário “Bumba Boi de Maracanã - Rio do Mirinzá”, documentário musical sobre o Boi do Maracanã, comunidade centenária localizada na Zona Rural da Ilha de São Luís (Maranhão). 
Em 2010 dirigiu o documentário “Quindim de Pessach – Encontros e Sabores”. Prêmio ETNODOC do Governo Federal.
Em 2013 dirigiu o Documentário "Caramba, Carambola, o brincar tá na Escola". 
Em 2015/16 dirigiu o longa metragem ANITA , filme que conta parte da trajetória de Anita Garibaldi. Filme convidado para o Festival de Gramado de 2016.
Dirigiu dezenas de curtas-metragens e videoclipes, em processos pedagógicos e cinema. Nos últimos anos faz registros audiovisuais no Projeto Guri e no Conservatório de Tatuí. 
É empreendedor da Paiol Filmes. Produtora que realiza quase todos os seus projetos.

## Filmografia
- A Retirada - filme brasileiro de 2006[10]
- Quindim de Pessach :Encontros e Sabores - Documentário brasileiro de 2010[11]
- Caramba, Carambola, o brincar tá na Escola - Documentário brasileiro de 2013[6]
- O Fluxo - curta-metragem brasileiro de 2014[12]
- Anita - longa metragem brasileiro de 2016[7]
- Terras Prometidas - Documentário de 2024[13]